# Haus Tannenberg, Landhaus Loose

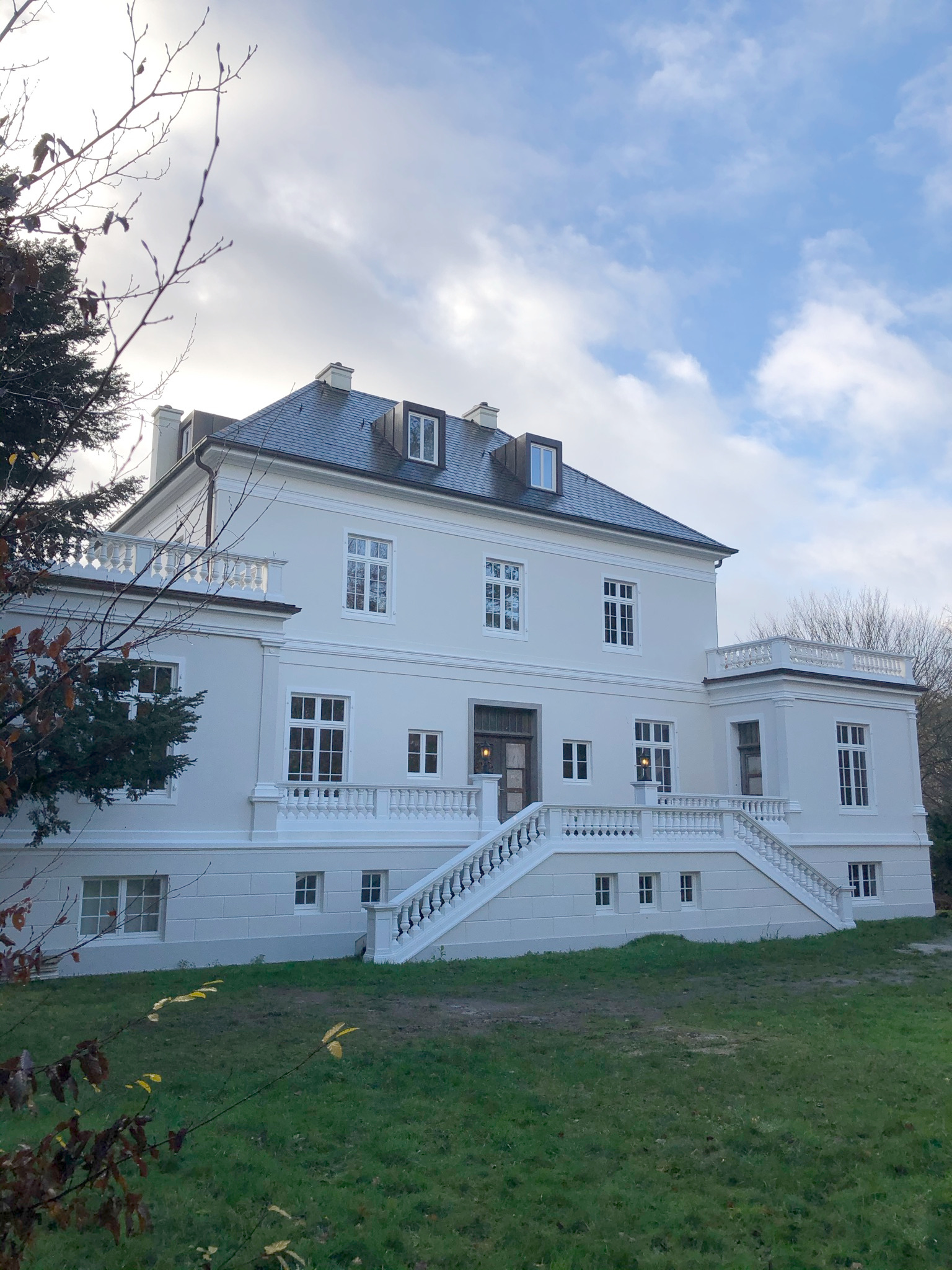
Bildbeschreibung

Das Haus Tannenberg, Landhaus Loose befindet sich in Bremen, Stadtteil Burglesum, Ortsteil Lesum, Benbeckenstraße 19. Das Wohnhaus entstand bis 1852 und dann 1861 nach Plänen von Baudirektor Alexander Schröder. Es steht seit 1995 unter Bremer Denkmalschutz.

## Geschichte
Die zweigeschossige, verputzte Villa mit Walmdach, einem Sockelgeschoss, zwei flankierenden, eingeschossigen Flügelbauten mit Dachterrassen, mit dem dominierenden gartenseitigen Mittelrisalit und der Veranda wurde 1852 in der Epoche des späten Klassizismus als Landsitz mit Blick auf die Lesum für den Kaufmann Carl Ferdinand Plump (Bankhaus Carl F. Plump) als Sommersitz gebaut. Der Kaufmann Anton Nielsen erwarb 1861 das Anwesen und ließ umfangreiche Um- und Anbauten nach Plänen von Alexander Schröder und Gartenarchitekt Wilhelm Benque durchführen.
Der Bankier Bernhard Loose (1836–1902) war ab dem Jahre 1881 der Eigentümer des Hauses. Die Außenanlagen erfuhren nach 1881 Veränderungen, welche Gartenbauinspektor Johann Carl Wilhelm Heins begleitete. Die Familie Loose soll bis 1939 das Haus besessen haben.
Ab dem Jahre 1952, wohnte dort die Familie des Fritz Range und es erfolgte ein weiterer Umbau nach Plänen von Theodor Rosenbusch.
Im Jahr 2010 erwarb die Familie Henne das Haus und ließ umfangreiche Sanierungen an dem Haus vornehmen. Bis heute dient das Haus der Familie zu Wohnzwecken.